# 反町有里
反町 有里（そりまち ゆり、12月16日 - ）は、日本の女性声優。大阪府出身。東京俳優生活協同組合所属。

## 来歴
2014年、俳協ボイスアクターズスタジオ卒業（第46期）。2015年より東京俳優生活協同組合所属。

## 人物
声種はアルト。
特技はジャズダンス、ヒップホップ、歌唱、振り付け。
趣味・スポーツは映画鑑賞、音楽鑑賞、読書、アクセサリー作り。

## 出演
太字はメインキャラクター。

### テレビアニメ
- 女神のカフェテラス（2023年、おばあさんB）

### ゲーム
- ブラウンダスト（2020年、プルトゥナ）
- キングダムオブヒーローズ（2020年、イシス）

### 吹き替え

#### 映画
2017年
- チキンがおいしいレストラン（パーシャ）

2018年
- ブラック・ミラー: バンダースナッチ（リポーター女性）

2019年
- ミス・リベンジ（イザベル〈アイスリン・デルベス〉）
- Everybody's Talking about Jamie〜ジェイミー〜（レイ）
- THE GUILTY/ギルティ（オペレーター）
- ブルー・ダイヤモンド（ギャビー・ヒル〈モリー・リングウォルド〉）

2020年
- ガールズ・トリップ（イアンラ）
- マリブ・レスキューチーム: ネクストウェーブ（エルドレッド）

2021年
- アオラレ
- アンホーリー 忌まわしき聖地（ナタリー・ゲイツ〈ケイティ・アセルトン〉）
- サイトレス（読み上げソフト）
- マトリックス レザレクションズ（アストラ）
- シャザム!（レイチェル〈ケイシャ・T・フレイザー〉）※ザ・シネマ版
- スイッチング・プリンセス3：思いがけないスイッチ!（モレッティ警視）
- 82年生まれ、キム・ジヨン（ジヨンの母 / ミスク〈キム・ミギョン〉）
- ブラック・アズ・ナイト（デニース）
- ユダ&ブラック・メシア 裏切りの代償（ベティ・コーチマン）
- リトル（メリッサ〈ケンドラ・フランクリン〉）

2022年
- アバター:ウェイ・オブ・ウォーター
- 運命の扉
- オールドピープル
- ザ・ロストシティ（ベス〈ダヴァイン・ジョイ・ランドルフ〉
- ジュラシック・ワールド/新たなる支配者 ※劇場公開版
- ベロゴリア戦記 第1章:異世界の王国と魔法の剣（ガリーナ）
- ベロゴリア戦記 第2章:劣等勇者と暗黒の魔術師（ガリーナ）

2023年
- オン・ザ・カム・アップ
- キャンディ・ケイン・レーン（キャロル・カーヴァー〈トレイシー・エリス・ロス〉）
- search/サーチ2

2024年
- アイズ・オン・ユー
- アグリーズ（マディ〈シャーミン・リー〉）
- 喪う
- オーダー（家主、電話音声）
- 奇跡をつむぐ夜（ローズ〈タマラ・ジョーンズ〉）
- 恋するプリテンダー（キャロル〈ミシェル・ハード〉）
- 死霊館のシスター 呪いの秘密（修道長）
- マリア（エリサベト）
- ルー・ガルー: 人狼を探せ!
- 6888郵便大隊

2025年
- 真心を込めて招待します（船頭）
- ラ・ドルチェ・ヴィッラ
- ミッキー17（女性議員）
- マンジャーレ! ノンナのレストランへようこそ
- Mr.ノボカイン（ミンシー〈ベディ・ガブリエル〉）
- ヘッド・オブ・ステイト（シモーヌ・ブラッドショー〈サラ・ナイルズ〉）

#### ドラマ
- アウトランダー（メグ・ブラウン、ツォテーウェ）
- アガサ・クリスティー ABC殺人事件（女性記者）
- アレックス・ライダー シーズン2（バーン）
- アンブレラ・アカデミー シーズン2（オデッサ 他）
- イーヴィル: 超常現象捜査ファイル（エスター）
- イエロージャケッツ（ジェシカ）
- ヴァージンリバー（ポリーン、セイディ、ジェイミー、シャーリー）
- ヴィンチェンツォ（オ・ギョンジャ〈ユン・ボクイン〉）
- エレメンタリー ホームズ&ワトソン in NY（エリカ・バンダーウェイ）
- カオスなサマー（ジャクリーヌ）
- 彼女達が、キレた時 シーズン1（ワンダ〈イッサ・レイ〉、ジョーダン）
- クイーン・オブ・ザ・サウス 〜女王への階段〜 シーズン3（ダニエラ）
- グッド・ファイト（イザベラ、レア、レース 他）
- クラリス（クラリスの母）
- CREEPSHOW/クリープショー シーズン2（パメラ）
- クリプトン（オラクル）
- THE BAY 2〜虚構の家族〜（ステラ・ブラッドウェル）
- ザ・ホーンティング・オブ・ブライマナー（ハナ〈タニア・ミラー〉）
- ザ・ポリティシャン シーズン2（リポーター女、年配女スタッフ 他）
- ザ・ルーキー 40歳の新米ポリス!?（ルナ、カルデロン刑事）
- SEAL Team/シール・チーム（ナンシー）
- JAILERS/ジェイラーズ（ソランジェ）
- ジェイコブを守るため（リタ、マンデル）
- 推定無罪（リトル判事〈ノーマ・ドゥメズウェニ〉[11]）
- スイート・マグノリアス シーズン2（ウィネル、ヘンリエッタ）
- ターナー&フーチ/すてきな相棒（エミリー・ターナー）
- Titans/タイタンズ シーズン3（カペルワ）
- デアデビル: ボーン・アゲイン（シーラ・リヴェラ〈ザブリナ・ゲバラ〉）
- DEBRIS/デブリ（プリヤ・フェリス）
- トゥー・オールド・トゥー・ダイ・ヤング（レベッカ、エロイーズ、マグダレーナ 他）
- 二十五、二十一（被害者母）
- ニミュエ 選ばれし少女（レッドスピア）
- ハリウッド（ハティ・マクダニエル）
- 犯罪分析官ハリファックス：歪んだ天罰（エリン・ライリー）
- ハント・フォー・キラー 狂気の呼び声（ビルギッタ 他）
- ハンドメイズ・テイル/侍女の物語 シーズン4（ロレイン）
- ビッグ・ショーのファミリー・ショー（グッドパスチャー、カリーン）
- ブラッド&トレジャー 伝説の秘宝（スコーピオン）
- 4400 未知からの生還者（マリエッタ）
- BULL / ブル 法廷を操る男（ジュディ・バーンズ医師、フレデリックス地区検事補）
- ボッシュ: 受け継がれるもの（アルシア・コールマン）
- マーダーボット（アイダ・メンサー〈ノーマ・ドゥメズウェニ〉）
- マダム・セクレタリー（ジュリエット・ハンフリー、スーザン・トンプソン、マデレーン・オルブライト 他）
- マインドハンター シーズン2（ステラ 他）
- MR. ROBOT/ミスター・ロボット  シーズン4（シェイラ 他）
- メリー・アン・シングルトンの物語（インカ・ジスラドッター）
- モダン・ラブ シーズン2（ステファニー・カラン〈ミニー・ドライヴァー〉）
- ライアー 交錯する証言（ルビー）
- ラ・テンプランサ 〜20年後の出会い〜（ローラ、ファウスタ）
- リンカーン 殺人鬼ボーン・コレクターを追え!（オルセン）
- LUCIFER/ルシファー（カイリー、ジョイス、シャーリー、オデッタ）
- Lupin/ルパン（市長）
- ロック・アップ：オアシス（フラカ）
- レコニング〜深淵をのぞく者〜（シド・ラモス）
- LAW & ORDER:性犯罪特捜班 シーズン13（チャン、マスキン判事 他）
- THE LAWYER 〜復讐の天秤〜（マグダレーナ）

#### アニメ
- アーケイン（レニー）
- おさるのジョージ（デューイ）
- オッドボールズ
- かいけつ!チーム・チキン（タリー隊長）
- カンフー・パンダ: 龍の戦士たち
- スポンジ・ボブ（ベビー・プルーン（2代目））
- セントラル・パーク（マーサ）
- パインコーン&ポニー（グラディス）
- フェアファクス（トリニ）
- プラグの抜けたダグ（キャス）
- 緑のたまごとハム〜サムとガイの大冒険〜 2皿目（ヘイゼル）
- リンダはチキンがたべたい!（おばあさん）

### ボイスオーバー
- 大坂なおみ
- Qアノンの正体/Q: INTO THE STORM
- 巨大生物 進化の秘密（オードリー、マイア）
- クィア・アイ シーズン6
- ジェレミー・クラークソン　農家になる（店員女 他）
- ソーイング・ビー3（シーラ）
- プロジェクト・ランウェイ17（ダニエル・ブルックス）
- 冒険!世界ミステリーハンター シーズン2 特別編：ナチスの黄金列車（ヨアンナ）
- ホーンテッド：衝撃の超常現象 シーズン3（レイチェル）
- マーベル616（ジェイ・ジャスティス）
- マイ・ラブ：6つの愛の物語（キャロリン、店員女 他）
- Move -そのステップを紐解く-（キャスリーン・ソレル）
- レイチェル・クーのチョコレート

### ナレーション
- セシルのもくろみ PR
- 六本木歌舞伎 第二弾 『座頭市』PR

### その他コンテンツ
- ひかりTV「拝み屋怪談 第三夜〈女〉『真夜中の電話』」（電話の女の声）